# V711 Возничего
V711 Возничего (лат. V711 Aurigae) — одиночная переменная звезда в созвездии Возничего на расстоянии приблизительно 4967 световых лет (около 1523 парсеков) от Солнца. Видимая звёздная величина звезды — от +14,49m до +14,3m.

## Характеристики
V711 Возничего — оранжевая вращающаяся переменная звезда типа BY Дракона (BY:) спектрального класса K. Радиус — около 4,1 солнечных, светимость — около 5,609 солнечных. Эффективная температура — около 4389 K.